# Yuthana Puengklarng
Yuthana Puengklarng (tiếng Thái: ยุทธนา เปื้องกลาง, phiên âm: Dút-tha-na Bương-clang, sinh ngày 16 tháng 11 năm 1991) còn có nghệ danh là Toomtam (ตูมตาม), là một ca sĩ và diễn viên người Thái Lan. Hiện tại, anh đang làm việc cho hãng phim Exact.

## Tiểu sử
- Tên khai sinh: Yuttana Puangklang (ยุทธนา เปื้องกลาง)
- Tên gọi khác: Toomtam (ตูมตาม)
- Nghề nghiệp: Ca sĩ, diễn viên
- Ngày sinh: 16/11/1991
- Cung: Bọ Cạp
- Chiều cao: 1m77
- Cân nặng: 67 kg
- Nơi sinh: Nakorn Sawan, Thái Lan
- Quan hệ: Alee Auttharinya (cầu hôn)
- Gia đình: Bố mẹ và một anh trai
- Sở thích: Lướt sóng, chụp ảnh và nghệ thuật vẽ tranh tường Graffiti.
- Học vấn: Tốt nghiệp đại học Kasem Bundit
- Bạn thân: Mo Monchanok Saengchaipiangpen

## Sự nghiệp
Tên tuổi của Toomtam được biết đến sau khi anh giành giải nhất cuộc thi The Star mùa thứ 7 (2011).
Năm 2011, đoạt giải vàng ca khúc xuất sắc nhất của năm Toomtam tham gia nhạc kịch 4 Paen Din và nhận được nhiều lời khen về khả năng diễn xuất. Sau đó anh phát hành album đầu tay vào tháng 2/2012.
Năm 2012, Toomtam được chọn đóng vai chính đầu tiên trong bộ phim truyền hình Dòng đời nghiệt ngã phát sóng vào đầu năm 2013. Cũng trong năm đó, anh đóng vai chính trong phim "Bi tình song sinh" cùng với Wannarot Sonthichai, bộ phim đạt tỉ lệ người xem cao nhất trên đài Ch5 trong năm 2013. Tập cuối của phim đạt rating 6.8. Cả hai tái hợp khán giả qua bộ phim "Dối tình" năm 2015 trong phim thủ vai anh em sinh đôi.
Với "Phép thử tình yêu" vào đầu năm 2016, sự ăn ý khi tái hợp với Mo đã nhận được rất nhiều sự yêu mến từ khán giả. Vì sự thành công của "Phép thử tình yêu" và sự kết hợp ăn ý giữa Toomtam và Mo đã mang đến cho cặp đôi một lượng lớn fan hâm mộ và họ cũng tha thiết yêu cầu nhà sản xuất làm phần tiếp theo để cặp đôi tiếp tục tái hợp.

## Phim

### Phim truyền hình
| Năm  | Tên phim                                                           | Vai                   | Đài    | Kênh chiếu tại Việt Nam                         |
| ---- | ------------------------------------------------------------------ | --------------------- | ------ | ----------------------------------------------- |
| 2012 | Nam Kuen Hai Reab Ruk Mối tình mùa nước lũ                         | Ca sĩ                 | CH5    | Let's Viet                                      |
| 2012 | บ่วงรัก                                                              | AEK                   | CH5    |                                                 |
| 2013 | Pan Ruk Pan Rai Dòng đời nghiệt ngã                                | Ison Adisuan / "Id"   | CH5    | SCTV Phim Tổng hợp                              |
| 2013 | Sud Sai Pan Bi tình song sinh                                      | Tithit Suriyakan      | CH5    | Let's Viet                                      |
| 2014 | Koom Nang Kruan Bóng đêm tội lỗi                                   | Thripope / Luang Thep | CH5    | (Dailymotion Thai Lakorn Vietsub - Thuyết minh) |
| 2015 | Ngao Jai Dối tình                                                  | Watit / Roothon (Rut) | OneHD  | Giải Trí TV - VTVcab1                           |
| 2016 | Ruen Roi Rak Yêu và hận                                            | Reuang                | OneHD  | Giải Trí TV - VTVcab1                           |
| 2016 | Songkram Nang Ngarm 2 Cuộc chiến sắc đẹp 2                         | Thin                  | OneHD  | TVStar - SCTV11                                 |
| 2017 | Tae Pang Korn 2017 Duyên nợ tiền kiếp                              | Jirayus               | OneHD  | Zing TV (sub)                                   |
| 2017 | มัสยา                                                               | -                     | CH7HD  |                                                 |
| 2018 | Kahon Maha Ratuek (Maha Suucheep's murder case) Án mạng kinh hoàng | Maha Sucheep          | OneHD  | Phimmoi.net (sub)                               |
| 2018 | Dao Jarut Fah 2018                                                 | Pon                   | OneHD  |                                                 |
| 2018 | Pak                                                                | Tong                  | GMM25  |                                                 |
| 2018 | Suparburoot Mongkut Petch                                          | Hiran                 | OneHD  |                                                 |
| 2019 | Bussaba Puean Foon Hoa bụi / Em, tình yêu của anh                  | Wongsakorn            | CH8    | VTV8                                            |
| 2019 | Dok Kun Sieng Kaen                                                 | Kaenthong / "Kaen"    | GMM25  |                                                 |
| 2019 | Manee Naka Chuyện tình xà nữ                                       | Chonlatit Thewapitak  | CH8    | YouTube PhimTV                                  |
| 2020 | Kit Hot Tai Baan Esan                                              | Phai                  | GMM25  |                                                 |
| 2020 | Rak Sibalor Ror Sipmong Tình yêu 10h sáng                          | Theedin               | OneHD  | Phimmoi.net (sub)                               |
|      | Butsaba                                                            |                       | MONO29 |                                                 |
| 2021 | Noh Rasaon                                                         | Saifah                | OneHD  |                                                 |
| 2021 | เสียดาย                                                             | พีท                    |        |                                                 |
| 2023 | Dok Ya Pa Concrete Nhánh hoa kiên cường                            | Chanon                | OneHD  | SCTV6 - FIM360                                  |
| 2024 | ทองประกายแสด                                                       | แดม                   | OneHD  |                                                 |

### Sitcom
| Năm  | Phim                   | Vai  | Đóng với                    | Đài   |
| ---- | ---------------------- | ---- | --------------------------- | ----- |
| 2015 | Mue Prab Gook Gook Goo | Song | Monchanok Saengchaipiangpen | OneHD |
| 2017 | มาวัดกันมั้ย               | ก้อง  | Orranut Ounsawad            | OneHD |

### Series
| Năm  | Phim                                                                         | Vai     | Đóng với                            | Đài   | Kênh chiếu tại Việt Nam |
| ---- | ---------------------------------------------------------------------------- | ------- | ----------------------------------- | ----- | ----------------------- |
| 2016 | Club Friday The Series Season 7: Ruk Long Jai Phép thử tình yêu              | Jay     | Monchanok Saengchaipiangpen         | GMM25 | TVStar - SCTV11         |
| 2016 | We Were Born in the 9th Reign Series Phim tưởng niệm đức vua Rama IX         | คราม    |                                     | OneHD |                         |
| 2017 | Club Friday To Be Continued: Ruk Long Jai Phép thử tình yêu (Phần 2)         | Jay     | Monchanok Saengchaipiangpen         | GMM25 | TVStar - SCTV11         |
| 2017 | Sanaeha Diary Series: Buang Sanaeha Nhật ký kẻ trộm tình: Giấu tình          | Ton     | Sirapan Wattanajinda                | OneHD | HTV2 - Vie Channel      |
| 2017 | Club Friday To Be Continued: Ruk Long Jai Special Phép thử tình yêu (Phần 2) | Jay     | Monchanok Saengchaipiangpen         | GMM25 | TVStar - SCTV11         |
| 2017 | ละครเทิดพระเกียรติ "แผ่นดินของพ่อ…ไม่มีชาวเขา มีแต่ชาวเรา"                             | ผู้กองวายุ |                                     | CH5   |                         |
| 2019 | Club Friday The Series Season 11: Lhong Ruk Chuyện rối ren / Sa ngã          | Tiger   | Cris Horwang & Sakuntala Teinpairoj | GMM25 | VTVcab 5 - E Channel    |

### Phim điện ảnh
| Năm  | Phim                                              | Vai  | Đóng với                                                    |
| ---- | ------------------------------------------------- | ---- | ----------------------------------------------------------- |
| 2018 | Love Score รักเก็บแต้ม                               | Hut  | Jannine Weigel                                              |
| 2020 | LuangPhee Ka Epop Ngạ quỷ: Tiếng thét đồng gió hú | Mid  | Lada R-Siam, Khom Chuanchuen, Ble Patumrach, Paitoon Pumrat |
| 2020 | Ee Lah Oey                                        |      | Rungrat Mengphanit                                          |
| 2021 | Dark World                                        | Payu | Sammy Cowell                                                |

## Sự nghiệp ca hát

### Nhạc kịch
- 4 Paen Din với  Napat Injaiuea, Mudmee Pimdao, Anatpol Sirichoomsang, Singto Singhharuth Junpukdee (Exact, 2011)

### Album
- Special Album: The Star 6 (2010)
- Concert: The Star 6: The Final stage (2010)
- Original Soundtrack: ตรงนี้มีฉันอยู่ฉันสัญญา / Dtrong Nee Mee Chun Yoo Chun Sunyah (nhạc phim Mối tình mùa nước lũ, 2012)
- Debut Album: Toomtam The Star: Toomtam Yuttana (2012)
- Special Album: The Star: Ten Years of Love (2014)
- Concert: Ten Years of Love The Star in Concert (2014)

### Video ca nhạc
- เปลือก OST.ศนิ ปาฏิหาริย์เทพพระเสาร์
- เพื่อดาวดวงนั้น / Peua Dao Duang Nun - ft. The Stars (The Star Theme) (Year: 2021)

## Chương trình
- 2011: CH9 - The Star SS7 -  Quán quân
- 2015: Talk with Toey Tonight - Ep.30
- 2017: Workpoint TV - I Can See Your Voice Thailand: Season 2 - SING-vestigator (Ep. 47)
- 2018: Workpoint TV - THE SHOW ศึกชิงเวที | EP.8
- 2020: Workpoint TV - 10 Fight 10 Season 2 - Team White, thua Tharakade Petchsuksai (0-1)
- 2021: Workpoint TV - The Wall Song - người chơi tập 35